# Bataille de McDowell
Guerre de Sécession
Batailles
Campagne de la vallée de Shenandoah (1862)
- 1re Kernstown
- McDowell
- Front Royal
- 1re Winchester
- Good's Farm
- Cross Keys
- Port Republic

La bataille de McDowell, aussi appelée de Sitlington's Hill, s'est déroulée le 8 mai 1862, dans le comté de Highland, Virginie, lors de la campagne de la vallée de Shenandoah menée par le major général Thomas J. "Stonewall" Jackson pendant la guerre de Sécession. Elle fait suite à la défaite tactique de Jackson, mais victoire stratégique, de la première bataille de Kernstown.

## Contexte

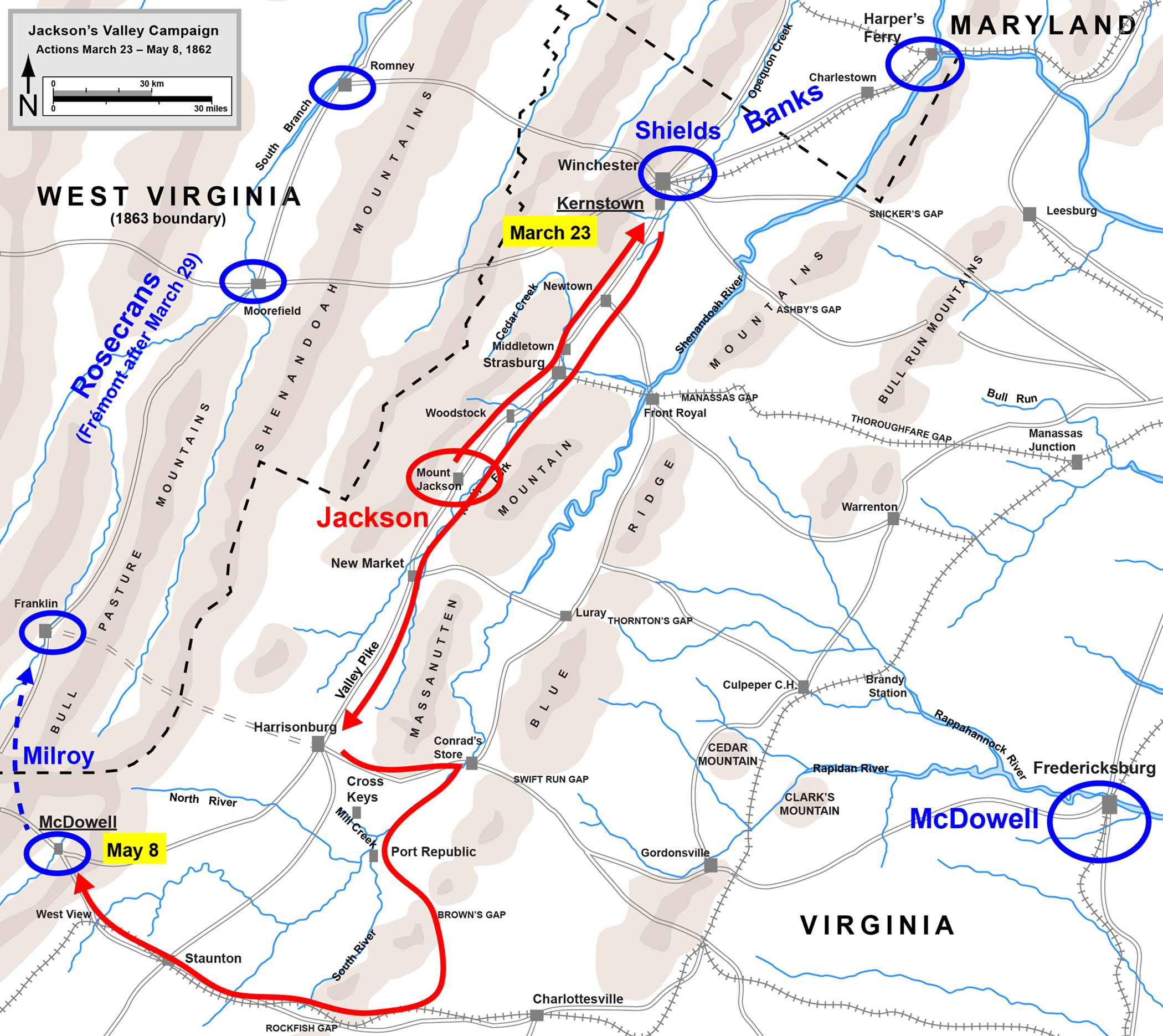
Campagne de la vallée de Shenandoah : de Kernstown à McDowell.

Les colonnes de Jackson quittent West View et Staunton, Virginie, le matin du 7 mai 1862, marchant vers l'ouest le long de la route à péage de Parkersburg. Les éléments de la brigade du brigadier général Edward "Allegheny" Johnson forment l'avant-garde. En milieu d'après-midi, un contact se produit avec les piquets de l'Union à la barrière de péage de Rodger, où le péage traverse Ramsey's Draft. Les forces de l'Union, composées d'une partie de trois régiments (3rd West Virginia, 32nd Ohio, et 75th Ohio) sous le commandement du brigadier général Robert H. Milroy, se retirent hâtivement, abandonnant leurs bagages à la barrière de péage et retraitant sur la crête de la montagne Shenandoah.
Les confédérés se scindent en deux colonnes pour encercler les troupes de l'Union qui tiennent leur position sur la montagne Shenandoah. Milroy ordonne à sa force de se retirer et de se concentrer à McDowelln où il espère recevoir des renforts. Milroy positionne aussi une section d'artillerie sur Shaw's Ridge pour ralentir la descente de Johnson de la crête de la montagne Shenandoah. Ces canons doivent vite se retirer, avec leur support, à McDowell. À la nuit tombante, les régiments de Johnson atteignent Shaw's Fork, où ils campent. En raison des routes étroites et des emplacements peu nombreux des camps, l'armée de Jackson s'étire sur 13 à 16 kilomètres (8 à 10 miles) vers le péage avec son arrière-garde à Dry Branch Gap. Jackson établit son quartier général à la barrière de péage de Rodgers. Pendant la nuit, Milroy se retire derrière la rivière Bullpasture de McDowell, établissant son quartier général à Hull House.

### Forces en présence

#### Union

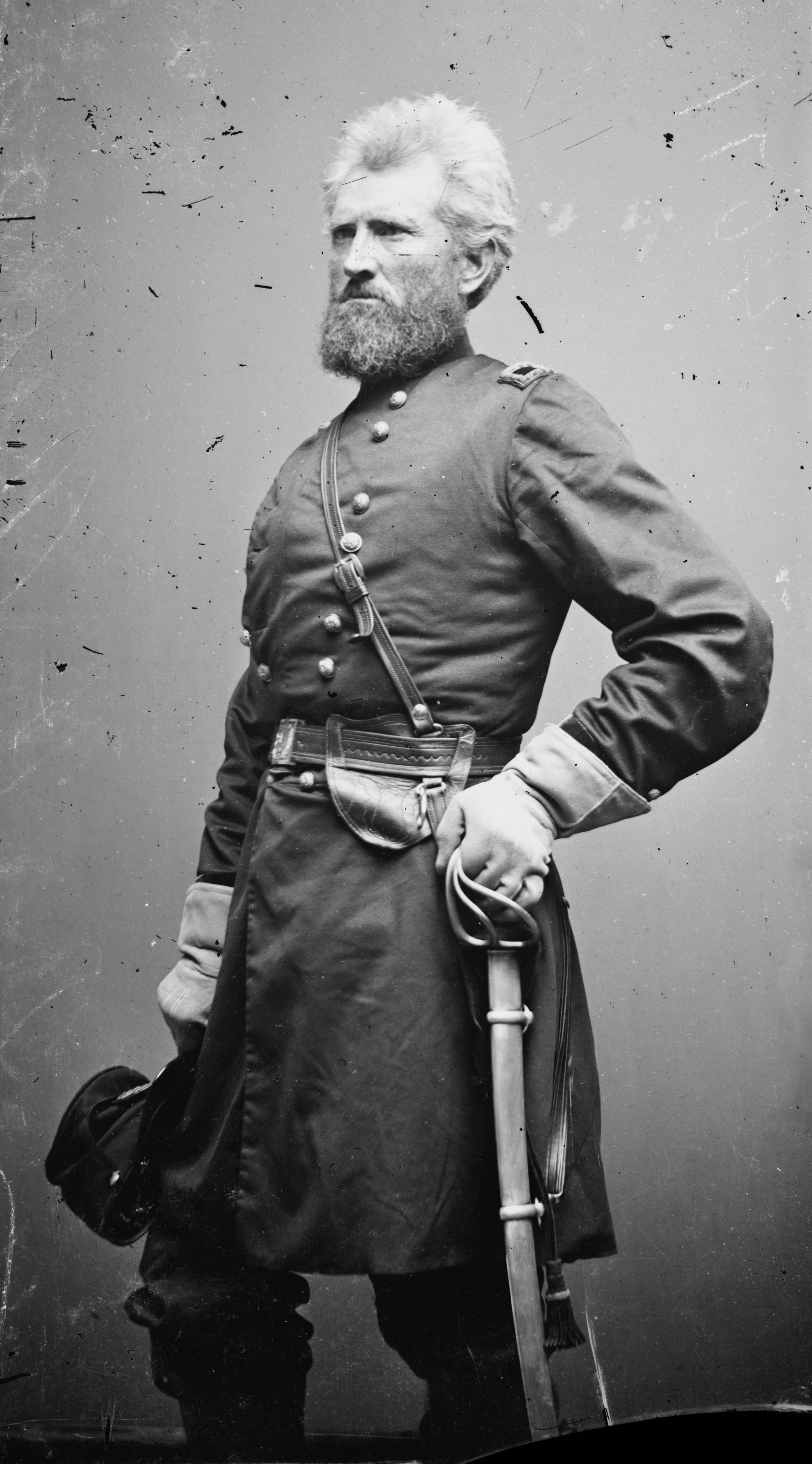
Robert H. Milroy
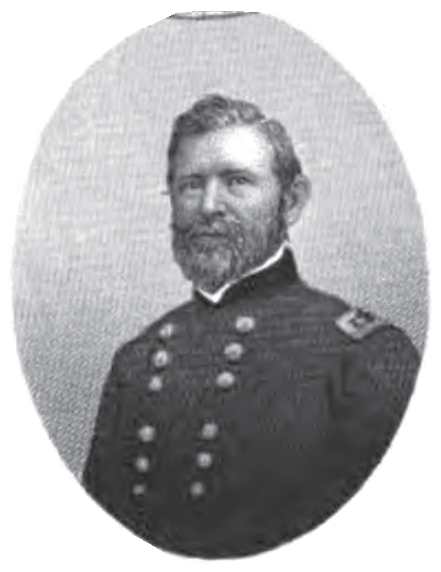
Robert C. Schenck

#### Confédération

Thomas J. Jackson
Edward « Allegheny » Johnson

## Bataille
Démarrant à l'aube du 8 mai 1862, l'avance confédérée traverse Shaw's Ridge, descend à la rivière Cowpasture à Wilson's House, et remonte la montagne Bullpasture. Rien ne vient s'opposer à l'avancée. Atteignant la crête de l'arête, Jacskon et son cartographe, Jedediah Hotchkiss, mène une reconnaissance des positions de l'Union à McDowell à partir d'un éperon rocheux à droite de la route. Johnson poursuit son avance vers la base de Sitlington's Hill. S'attendant à trouver un barrage sur la route devant lui, il sort de celle-ci pour s'engager dans un ravin étroit et escarpé qui mène au sommet de la colline. Après avoir repoussé des tirailleurs de l'Union, Johnson déploie son infanterie le long de la crête sinueuse de la colline. Jackson demande à son état-major de trouver une solution pour placer son artillerie sur la colline et de chercher un moyen de prendre de flanc la position de l'Union au nord.
Vers 10 heures, le brigadier général Robert C. Schenck arrive après une marche forcée de Franklin, Virginie occidentale. Ayant la séniorité devant Milroy, Schenck assume le commandement de l'ensemble du dispositif de l'Union à McDowell avec son quartier général à Hull House. Il déploie son artillerie, composée de 18 canons, sur Cemetery Hill et près du temple presbytérien de McDowell pour défendre le pont enjambant la rivière Bullpasture. Il déploie son infanterie en ligne à partir de McDowell vers le sud, le long de la rivière sur environ 730 mètres (800 yards). Il place un régiment (2nd West Virginia) sur Hull's Hill, à l'est de la rivière et surplombant le pic. Trois compagnies de cavalerie couvrent le flanc gauche sur la route qui mène au nord du village.
Schenck et Milroy envoient des tirailleurs contester le pied de Sitlington's Hill le long de la rivière. Alors que les forces confédérées augmentent sur la crête de la colline, Schenck et Milroy se consultent. Les éclaireurs de l'Union rapportent que les confédérés tentent de monter leur artillerie sur la crête de la colline, ce qui rendrait les positions de l'Union au pied de McDowell intenables. En l'absence d'une avance agressive confédérée, Schenck et Milroy tentent une attaque de harcèlement. Milroy avance sa brigade (25th Ohio, 32nd Ohio, 75th Ohio, 3rd West Virginia) et le régiment du 82nd Ohio appartenant à la brigade de Schenck, représentant environ 2 300 hommes. À 15 heures, Milroy mène personnellement les troupes qui attaquent, et qui traversent le pont et remontent les ravins qui coupent la pente ouest de la colline.

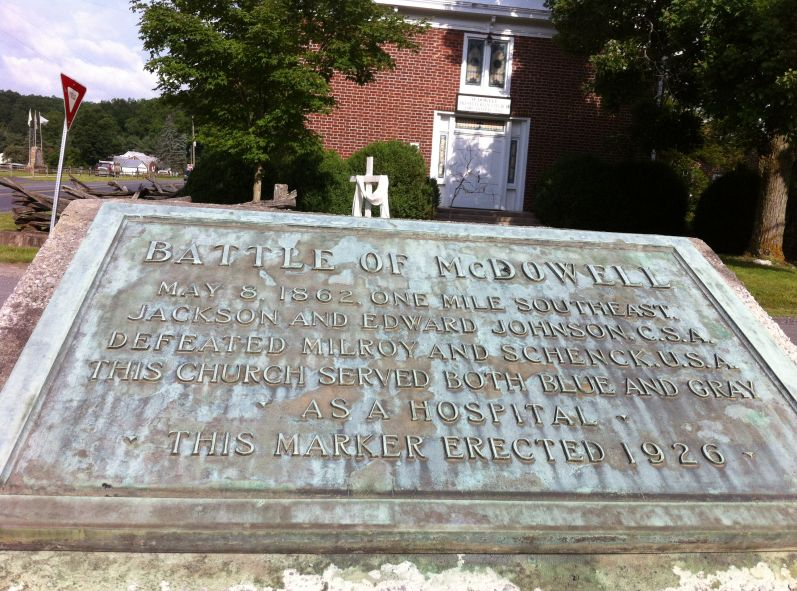
Plaque commémorative de la bataille, placée devant le temple presbytérien

Dans le même temps, Jackson est satisfait de tenir la crête de la colline pendant qu'il recherche une route pour réaliser le mouvement tournant vers le nord. Il s'est opposé à l'envoi de l'artillerie au sommet de la colline en raison des difficultés qu'il y aurait à retirer les pièces face à une attaque. Les artilleurs de l'Union sur Cemetery Hill élèvent leurs pièces en creusant des tranchées profondes dans le sol pour le chemins des canons et commencent à tirer sur les confédérés pour soutenir l'infanterie qui progresse. Schenck a aussi un canon de six livres hissé à la main sur la crête de Hull's Hill pour tirer sur le flanc droit des confédérés au-dessus du péage (quelques récits parlent d'une section de canons, d'autres d'une batterie entière). La ligne de l'Union progresse résolument vers les hauteurs de la pente escarpée et se referme sur la position confédérée. Le choc devient « féroce et sanguinaire ».
Le 3rd West Virginia avance le long du péage pour tenter de tourner l'aile droite confédérée. Jackson renforce sa droite sur la colline avec deux régiments et couvre le péage avec le 21st Virginia. Le 12th Georgia au centre et légèrement en avant de la ligne principale des confédérés prend le choc de l'attaque de l'Union et subit de lourdes pertes. Ceci est largement dû au fait que le régiment est armé avec des mousquets à âme lisse et ne peut donc pas faire beaucoup de dégâts sur les fédéraux équipés de fusils. Le combat se poursuit pendant quatre heures pendant lesquelles les attaquants de l'Union tentent de percer le centre de la ligne confédérée et ensuite d'envelopper le flanc gauche. Neuf régiments confédérés sont engagés, face à cinq régiments de l'Union lors du combat de Sitlington's Hill. Au crépuscule, les forces de l'Union se retirent sur McDowell.

## Conséquences

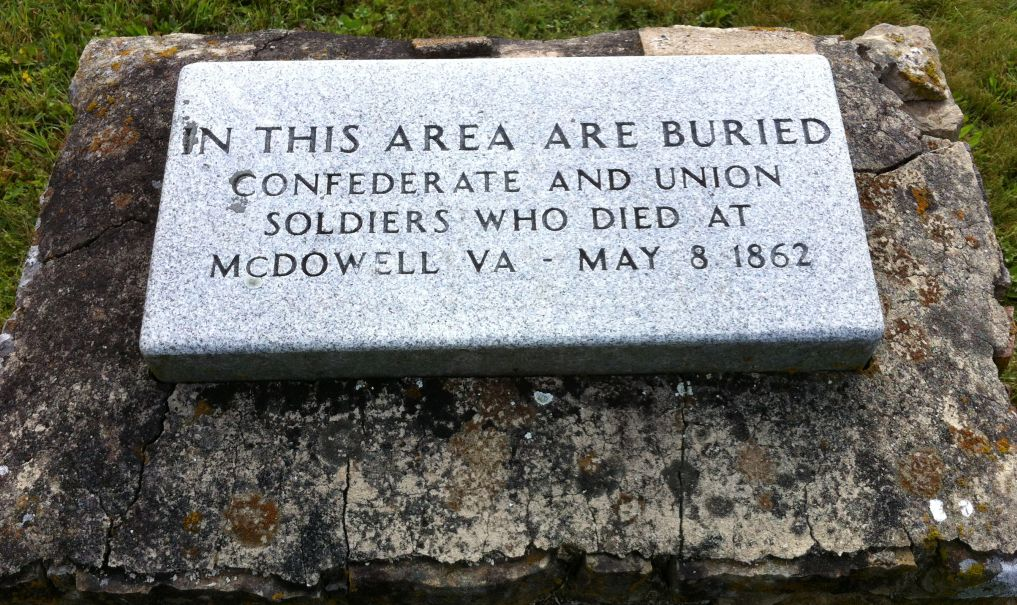
Plaque dans le cimetière de McDowell

À la nuit, les forces de l'Union se retirent de Sitlington's Hill et retraversent pour rejoindre McDowell, emmenant leurs blessés du champ de bataille. Les pertes de l'Union s'élèvent à 259 (34 tués, 220 blessés,et 5 disparus), celles des confédérées à 420 (116 tués, 300 blessés et 4 disparus), l'une des rares occasions de la guerre de Sécession où l'attaquant subit moins de pertes que le défenseur. Vers 2 heures du matin, le 9 mai 1862, Schenck et Milroy ordonnent une retraite générale le long de la route à péage vers Franklin. Le 73rd Ohio maintient une ligne de tirailleurs le long de la rivière jusqu'à l'aube, puis se retire et forme l'arrière-garde pour la colonne qui retraite. Dix hommes du régiment sont laissés derrière par inadvertance et sont capturés. Peu après le retrait des fédéraux, les confédérés entrent dans McDowell. Schenck établit une position à tenir le 9 mai 1862, mais il n'y aura que quelques escarmouches mineures. Pendant pratiquement une semaine, Jackson poursuit l'armée de l'Union qui retraite avant de commencer une marche de retour vers la vallée le 15 mai 1862.
Quelques historiens considèrent la bataille de McDowell comme le début de la campagne de la vallée de Shenandoah de 1862 de Jackson, tandis que d'autres préfèrent inclure la première bataille de Kernstown, la seule défaite de Stonewall. La bataille de McDowell est étudiée aujourd'hui par les historiens militaires pour plusieurs raisons. À un niveau tactique, on peut avancer que les forces de l'Union ont réussi un match nul. L'attaque « préventive de harcèlement » de Milroy a surpris Jackson, prenant l'initiative, et a infligé de lourdes pertes, mais n'a pas réussi à déloger les confédérés de leurs positions. À un niveau stratégique, la bataille de McDowell et la retraite qui suit de l'armée de l'Union est une victoire importante pour le Sud. La bataille démontre la stratégie de concentration de ses forces contre un ennemi en infériorité numérique élaborée par Jackson alors qu'il enlève l'opportunité à ses ennemis de se concentrer contre lui. Jackson poursuit l'élan de sa victoire stratégique de McDowell lors des victoires suivantes à la bataille de Front Royal (23 mai 1862) et à la première bataille de Winchester (25 mai 1862).